# Лебедянский (компания)
«Лебедя́нский» (ММВБ: LBDO, РТС: LEKZ
) — российская пищевая компания, лидер сокового рынка России. Полное наименование — Общество с ограниченной ответственностью «Лебедянский»". Расположена в городе Лебедянь в Липецкой области.

## История
История компании берёт начало в 1967 году, когда в городе Лебедяни Липецкой области был построен консервный завод Минплодоовощхоза СССР. В 1992 году завод был преобразован в акционерное общество.
В 2001 году «Лебедянский» приобрёл долю ОАО «Прогресс» — липецкого завода, производящего соки и детское питание под марками «Малышам» и «Привет». В 2005 году на «Прогрессе» началось производство минеральной воды «Липецкий бювет». В 2007 году «Лебедянский» стал владельцем 100 % акций «Прогресса».
В ноябре 2006 года «Лебедянский» начал строить завод в Бердске. Предполагалось, что новое производство позволит снизить стоимость продукции для Сибирского региона.
В 2007 году выручка компании по МСФО составила $944,8 млн (в 2006 году — $694,388 млн), чистая прибыль — $79,2 млн ($85,48 млн). Выручка направления «Соки» в 2007 году — около $800 млн, выручка направления «Детское питание» — $123,8 млн, «Минеральная вода» — $18 млн. Доля соков «Лебедянского» на российском рынке составила 30,2 %.
В 2007 году начались переговоры о продаже сокового бизнеса «Лебедянского» компании PepsiCo, которая занимала 1,7 % рынка со своим брендом Tropicana. 20 марта 2008 года компании PepsiCo и Pepsi Bottling Group приобрели 75,53 % акций «Лебедянского» за $1,4 млрд. По условиям сделки компания была разделена: завод в Лебедяни и производство соков перешли PepsiCo, а производство детского питания и минеральной воды в Липецке выделено в отдельную компанию.
В конце 2008 года было остановлено строительство завода в Бердске, поскольку незадолго до покупки «Лебедянского» PepsiCo уже приобрела небольшой завод по производству соков в Новосибирске. В сентябре 2019 года завод был продан за 400 млн рублей группе бизнесменов, среди которых член Общественной палаты РФ Александр Хамидуллин. Весной 2009 года ещё одно производство «Лебедянского» — завод «Троя-Ультра» в Санкт-Петербурге — было остановлено и переоборудовано под склад и представительство. По мнению аналитиков, эти шаги объясняются сокращением потребления соков.
В апреле 2017 г. на заводе произошла крупная авария: обрушился заводской склад, в результате чего разлилось более 20 тысяч тонн сока.

## Собственники и руководство
В марте 2005 года «Лебедянский» провел IPO в России, продав 19,9 % акций за 151 млн долларов. До весны 2008 года основными владельцами компании были депутат Государственной думы Николай Борцов (30 % акций), его сын Юрий Борцов (25,13 %), Ольга Белявцева (18,4 %), Дмитрий Фадеев (2 %); 23 % акций компании находилось в свободном обращении. Капитализация на ММВБ на конец марта 2008 года — 40,6 млрд руб.
Выкупив акции основных владельцев и получив согласие Федеральной антимонопольной службы, PepsiCo приступила к выкупу акций у миноритариев. В условиях финансового кризиса дочерняя компания PepsiCo ООО «Лебедянский Холдингс» предложила миноритариям привлекательные условия и почти все они согласились на оферту. В ноябре 2009 года «Лебедянский Холдингс» увеличило свою долю до 100 %, уменьшив уставной капитал путём погашения части размещённых обыкновенных акций. По состоянию на 31 декабря 2010 года ОАО «Лебедянский» целиком принадлежит ООО «Лебедянский Холдингс». 2 февраля 2012 года компания была преобразована из ОАО «Лебедянский» в ООО «Лебедянский».
Учредителями ООО «Лебедянский Холдингс» являются «Фрито Лей Мануфактуринг» и «ПепсиКо Холдингс».
Генеральный директор — Михайлов Максим Викторович.

## Деятельность

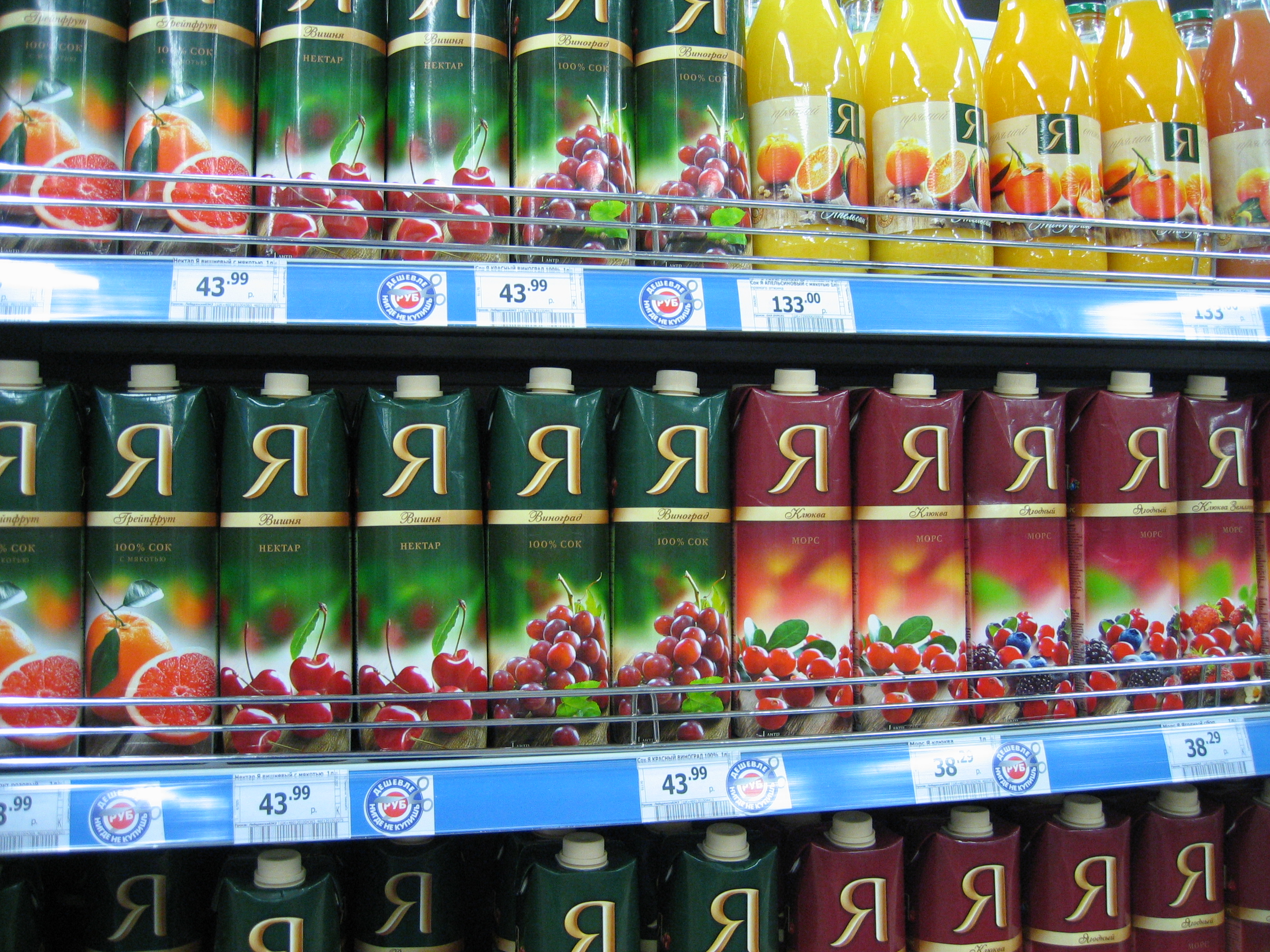
Соки, произведенные на «Лебедянском»

Компании принадлежат заводы «Лебедянский» в Липецкой области, «Троя-Ультра» в Санкт-Петербурге и замороженное строительство завода в Бердске. В России и СНГ действуют более 15 филиалов.
Продукция компании: соки и нектары «Я», «Тонус», «Фруктовый сад», «Тропикана» (международный бренд компании PepsiCo), «Привет» (ранее производился на ОАО «Прогресс»), сокосодержащий напиток «Frustyle», морсы «Северная ягода».
За 3 квартала 2010 года выручка компании от основного вида деятельности составила 17 695 907 тыс. руб, чистая прибыль 1 442 028 тыс. руб. В том числе выручка от основного вида деятельности 17 006 599 тыс. руб (96,1 %), что на 3,9 % больше, чем за соответствующий период 2009 года.